# Sisters of Loretto
Die Sisters of Loretto sind ein römisch-katholischer Frauenorden in den Vereinigten Staaten.
Die Organisation wurde 1812 in Kentucky von den drei Frauen Mary Rhodes, Ann Havern und Christina Stuart zusammen mit dem „Apostel von Kentucky“ Charles Nerinckx gegründet. In den folgenden Jahrzehnten dehnte sich das Wirken und Arbeiten der Schwestern insbesondere in den Südwesten der Vereinigten Staaten mit der Gründung einer Loretto-Akademie in Santa Fe in Neu-Mexiko aus. Der Orden gründete Niederlassungen vor allem in den ländlichen Regionen von 16 US-amerikanischen Bundesstaaten sowie in den Staaten Bolivien, Chile, Volksrepublik China, Ghana, Peru und Pakistan.